# Balaenophilidae
Balaenophilidae é uma família de crustáceos da ordem Harpacticoida.